# Кезеной
Кезеной (чечен. Къоьзана) — село в Веденском районе Чеченской Республики. Входит в состав Хойского сельского поселения.

## География
Село расположено на правом берегу реки Ахкете, в 45 км к югу от районного центра Ведено и 2 км к юго-западу от высокогорного озера Кезенойам.
Ближайший населённый пункт: на юго-востоке село Хой.

## История
До депортации чеченцев в 1944 году, село входило в состав Чаберлоевского района. Ныне, согласно планам восстановления Чеберлоевского района, село планируется передать в его состав.

## Население
| 2010 |
| ---- |
| 9    |